# Кэнелл, Дженна
Дженна Кэнелл (англ. Jenna Kanell; род. 12 ноября 1991, Бруклайн, Массачусетс) — американская актриса, режиссёр, сценарист и каскадёр. Получила признание за роли Тары Хейз в слэшере «Ужасающий» (2016) и Ким Хайнз в фильме ужасов о сверхъестественном «БайБайМэн» (2017) — в обеих картинах Кэнелл самостоятельно выполняла каскадёрские трюки. Также она известна ролями в фильмах «Как не стать президентом» (2018), «Ренфилд» (2023) и «Плохие парни до конца» (2024) и в сериалах «Ванда/Вижн» (2021) и «Первая леди» (2022).

## Ранняя жизнь
Дженна Кэнелл родилась в городе Бруклайне (Массачусетс). Является американкой ашкеназского происхождения в третьем поколении, а также имеет восточно-европейские корни.

## Карьера
В 2015 году Дженна Кэнелл выступила на TEDx Talks с презентацией, посвящённой процессу разработки сценария, режиссуры и производства короткометражного фильма «Шмели» вместе со своим младшим братом-инвалидом Вэнсом Кэнеллом. Их проект отметился множеством премий и показывался на более чем сорока кинофестивалях по всему миру. Благодаря такому успеху Дженна и Вэнес смогли выступить в Гарвардской медицинской школе.
Известность Дженне Кэнелл принесла роль Тары Хейз в слэшере Дэмиена Леоне «Ужасающий» 2016 года, который стал культовым после дебюта на стриминговой платформе Netflix. После этого Кэнелл исполнила второстепенную роль Ким Хайнз в разгромленном критиками фильме ужасов о сверхъестественном Стэйси Тайтл «БайБайМэн» 2017 года. Актёрское выступление актрисы было встречено положительными отзывами; редактор Variety написал: «… единственный человек, кто, пусть и ненадолго, крадёт фильм: Дженна Кэнелл».
С тех пор Дженна снялась в короткометражных фильмах «Макс и монстр» 2018 года (также выступила режиссёром и продюсером) и «Похищенный» Бена Джойера, вышедшем в 2021 году. Ресурс A Voice for the Innocent, обеспечивающий поддержку жертвам насилия, включил «Макса и монстра» в свою обучающую программу.
После появления Дженны Кэнелл в сериале Marvel «Ванда/Вижн» портал Looper отметил её в своей статье «Почему медтехник из „Ванда/Вижн“ выглядит так знакомо», назвав её «восходящей триумфальной силой» и кинематографическим мастером.

## Личная жизнь
Актриса придерживается политики социализма и утверждает, что её моральный компас опирается на экофеминизм. Дженна уже много лет придерживается строгого веганства, ссылаясь на экологический расизм, благополучие животных и физическое здоровье как на главные мотивы.

## Фильмография

### Кино
| Год  | Фильм                                | Роль           | Примечания                 |
| ---- | ------------------------------------ | -------------- | -------------------------- |
| 2012 | «Нахальные трусики»                  | Анна           |                            |
| 2016 | «Ужасающий»                          | Тара Хейз      | также каскадёр             |
| 2017 | «БайБайМэн»                          | Ким Хайнз      | также каскадёр             |
| 2018 | «Как не стать президентом»           | Джинни Терзано |                            |
| 2022 | «Безликий после наступления темноты» | Боуи           | также сценарист и продюсер |
| 2022 | «Ужасающий 2»                        | Тара Хейз      | камео                      |
| 2023 | «Ренфилд»                            | Кэрол          | также каскадёр             |
| 2024 | «Плохие парни до конца»              | Николь         |                            |
| 2024 | «Миссия: Красный»                    | TBA            |                            |

### Телевидение
| Год  | Сериал                          | Роль                     | Серии                       |
| ---- | ------------------------------- | ------------------------ | --------------------------- |
| 2011 | «До смерти красива»             | Нина Данн                | 3-й сезон, 5-я серия        |
| 2014 | «Дневники вампира»              | Джесси                   | 6-й сезон, 1-я серия        |
| 2017 | «Огнестрел»                     | Кара                     | 1-й сезон, 3-я серия        |
| 2017 | «Морская полиция: Новый Орлеан» | Лора Доусон              | 4-й сезон, 5-я серия        |
| 2019 | «Шаг вперёд: Прилив»            | режиссёр                 | 2-й сезон, 3-я серия        |
| 2019 | «Горячее свидание»              | Эрин                     | 2-й сезон, 3-я серия        |
| 2020 | «Ординатор»                     | координатор безопасности | 3-й сезон, 11-я серия       |
| 2020 | «Твой самый страшный кошмар»    | Джой Партейн             | 6-й сезон, 2-я серия        |
| 2021 | «Ванда/Вижн»                    | медтехник                | 1-й сезон, 5-я серия        |
| 2022 | «Королевы»                      | Пэтти                    | 1-й сезон, 3-я серия        |
| 2022 | «Первая леди»                   | активистка               | 1-й сезон, 6-я серия        |
| 2022 | «Молодой Скала»                 | Джейми                   | 2-й сезон, 4-я и 11-я серии |
| 2022 | «Рассказы»                      | Ребекка (также каскадёр) | 3-й сезон, 9-я серия        |